# Mae Young
Johnnie Mae Young (Sand Springs, 12 de março de 1923 — Colúmbia, 14 de janeiro de 2014) foi uma wrestler profissional feminina estado-unidense, que entrou para o WWE Hall of Fame em 2008. Ela foi uma das mais reconhecidas lutadoras do sexo feminino durante a década de 1940. Começando em 1999, Young teve uma "segunda carreira" de destaque na World Wrestling Federation (WWF) Nas últimas décadas, Young, juntamente com sua melhor amiga The Fabulous Moolah, têm se afastado da família WWF/WWE fazendo aparições ocasionais na televisão WWE.
Ela treinou grandes wrestler como Mark Henry, The Fabulous Moolah, entre outros.

## Morte
Em 31 de dezembro de 2013, foi relatado que Young havia sido hospitalizada. O Charleston Post & Courier relatou erroneamente que ela havia morrido em 9 de janeiro de 2014.  A morte de Young foi anunciada pela WWE na manhã de 14 de janeiro, depois de ter morrido em sua casa em Columbia, Carolina do Sul. Young foi sepultada no Greenlawn Memorial Park, em Columbia, Carolina do Sul, o mesmo cemitério onde sua amiga de longa data, The Fabulous Moolah, também descansa.

## No wrestling
- Movimentos de finalização
  - Elbow drop

- Movimentos secundários
  - Bronco buster
  - Scoop slam
  - Schoolboy pin

- Lutadores que gerenciou
  - Johnny Flex[5]
  - Mark Henry[3]
  - The Fabulous Moolah[3]
  - The Kat (WrestleMania 2000)

- Alcunhas
  - "The Matriarch of the Mat"
  - "The Original Diva"
  - "The First Diva"

- Temas de entrada
  - "1965" por Steve Vaus
  - "Ooh Baby!" por Jim Johnston (Enquanto fazia dupla/gerenciava The Fabulous Moolah)

## Campeonatos e prêmios
- Championship Wrestling from Florida
  - NWA Florida Women's Championship (1 vez)[6]
- National Wrestling Alliance
  - NWA United States Women's Championship (1 vez)[4][3]
  - NWA Women's World Tag Team Championship (1 vez) - com Ella Waldek[7]

- World Wrestling Federation / World Wrestling Entertainment
  - WWE Hall of Fame (Classe de 2008)[4][3]
  - Miss Royal Rumble 2000
  - Slammy Award pelo Momento Idiota do Ano (2010)[8] Derrotando LayCool no Old School Raw

- Professional Wrestling Hall of Fame
  - Classe de 2004[4]